# Аль Садуні
Аль Садуні (англ. (al-Sadouni, араб. السعدوني) — поселення у Сирії, що складає численну сирійську арабську общину в нохії Хішам, яка входить до складу  мінтаки Дайр-ез-Заур у східній сирійській мухафазі Дайр-ез-Заур.